# Justin Metzler
Justin Metzler (* 3. Juni 1993) ist ein US-amerikanischer Triathlet.

## Werdegang
Justin Metzler startete 2009 bei seinem ersten Triathlon.
2021 startete  er im Collins Cup der Professional Triathletes Organisation für das Team USA (Skye Moench, Chelsea Sodaro, Jackie Hering, Jocelyn McCauley, Katie Zaferes, Taylor Knibb, Sam Long, Rodolphe Von Berg, Matt Hanson, Ben Kanute, Mark Allen und Andrew Starykowicz).
Im Juni 2021 wurde der 29-Jährige Zweiter auf der Langdistanz beim Ironman Coeur d’Alene (3,86 km Schwimmen, 180,2 km Radfahren und 42,195 km Laufen).
Im Juli 2022 konnte er auf der Mitteldistanz den Ironman 70.3 Oregon für sich entscheiden.
Metzler lebt in Boulder (Colorado) und ist verheiratet mit der südafrikanischen Triathletin Jeanni Metzler (* 1992).

## Sportliche Erfolge
| Datum/Jahr    | Rang | Wettbewerb                   | Austragungsort     | Zeit     | Bemerkung                          |
| ------------- | ---- | ---------------------------- | ------------------ | -------- | ---------------------------------- |
| 6. Aug. 2022  | 2    | Ironman 70.3 Boulder         | Boulder (Colorado) | 03:50:48 |                                    |
| 10. Juli 2022 | 1    | Ironman 70.3 Oregon          | Salem (Oregon)     | 03:39:57 |                                    |
| 11. Apr. 2021 | 9    | Ironman 70.3 Texas           | Galveston Island   | 03:49:43 | hinter dem Kanadier Lionel Sanders |
| 7. Feb. 2020  | 7    | Ironman 70.3 Dubai           | Dubai              | 03:40:33 |                                    |
| 8. Sep. 2019  | 3    | Ironman 70.3 Santa Cruz      | Santa Cruz         |          |                                    |
| 7. Juli 2019  | 1    | Challenge San Gil            | Mexiko             |          |                                    |
| 9. Sep. 2018  | 3    | Ironman 70.3 Santa Cruz      | Santa Cruz         |          |                                    |
| 14. Apr. 2018 | 5    | Ironman 70.3 Liuzhou         | Liuzhou            | 03:55:47 | hinter Alistair Brownlee           |
| 12. Nov. 2017 | 2    | Ironman 70.3 Xiamen          | Xiamen             |          | hinter Sam Betten                  |
| 23. Juli 2017 | 1    | Challenge Iceland            | Island             |          |                                    |
| 4. Dez. 2016  | 3    | Ironman 70.3 Cartagena       | Cartagena          |          |                                    |
| 26. Juli 2015 | 3    | Ironman 70.3 Calgary         | Calgary            |          |                                    |
| 28. Juni 2015 | 3    | Ironman 70.3 Buffalo Springs | Lubbock            |          |                                    |

| Datum/Jahr    | Rang | Wettbewerb            | Austragungsort | Zeit     | Bemerkung                        |
| ------------- | ---- | --------------------- | -------------- | -------- | -------------------------------- |
| 6. Nov. 2021  | 9    | Ironman Florida       | Panama City    | 08:47:22 |                                  |
| 27. Juni 2021 | 2    | Ironman Coeur d’Alene | Idaho          | 08:13:03 | hinter seinem Landsmann Sam Long |

(DNF – Did Not Finish)